# Sholem Shtern
Sholem Shtern est un poète, écrivain, essayiste et enseignant montréalais né en 1906 en Pologne et mort en août 1990 à Montréal.

## Biographie
Né en Pologne en 1906, Sholem Shtern s'établit en 1927 à Montréal, où il demeure jusqu'à sa mort en 1991. Il est reconnu pour ses romans en vers, dont Mon voyage au Canada, publié aux éditions du Noroît en 2018. Il est associé au mouvement radical, notamment en raison de ses contributions dans la presse. Son engagement cesse toutefois lorsque le sort des juifs intellectuels est menacé par Staline. 
À son arrivée au Canada, Sholem Shtern rejoint un groupe de poètes de la communauté juive, « [lesquels] ont grandi ou [...] ont commencé à écrire au Canada ». Le groupe, fondé par J. I. Segal, compte également A. S. Shkolnikov, A. Almi et Ida Maze. Shtern est considéré comme « le plus « canadien » du groupe, puisque, dans ses récits, il « décrit les expériences de l'immigrant juif au Canada ». Ce groupe participe a faire de Montréal un centre de la culture yiddish.   
L'année suivant son arrivée à Montréal, Sholem Shtern écrit des poèmes pour la revue Baginen, qui publie de « jeunes poètes immigrants et prolétaristes ». Il publie également des critiques et de la poésie dans de nombreux autres magazines dans les villes de Montréal, Toronto, New York, ainsi qu'en Argentine, Australie, France, Afrique du Sud et bien d'autres,.   
Le salon d'Ida Maze, que l'auteur fréquente à l'occasion, est un autre « des principaux lieux de sociabilité de l'ensemble de la communauté yiddishophones montréalais». L'écrivain aborde toutefois ses réserves envers la poète dans Nostalgie et tristesse : mémoires littéraires du Montréal yiddish, lorsqu'il mentionne la trouver « trop protectrice». Cet ouvrage est considéré important, puisque l'auteur y raconte ses rencontres avec des écrivains new-yorkais de passage à Montréal, en plus de s'y déployer « un autre imaginaire de Montréal ».   
Pendant plus de vingt ans, il est directeur de l'École Morris Winchevsky. 

## Œuvres

### Romans
- Sholem Shtern (trad. de l'anglais par Guy Maheux), Velv [« The White House »], Montréal, Société de Belles-Lettres G. Maheux, coll. « Ishtar », 1977, 190 p. (ISBN 0885820231)
  - Sholem Shtern (trad. du yiddish par Max Rosenfeld), The White House : A Novel In Verse [« Ṿayse hoyz »], New York, Warbrooke Publishers, 1974, 198 p. (ISBN 0888700024)
    - (yi) Sholem Shtern, Dos vayse hoyz, Nyu-York, Ikuf, 1967, 284 p.
- Sholem Shtern (trad. du yiddish par Pierre Anctil), Mon voyage au Canada, Montréal, Éditions du Noroît, coll. « Lieu dit », 2018, 57 p. (ISBN 9782897660505)
  - (yi) In Kanade, Montréal, Aroysgegebn durkh dem Sholem Shtern bukh-komitet, 1960-1963, 480-235 p.

### Poésie
- (yi) Sholem Shtern, Es likhtikt, Montréal, Aroysgegebn fun Kultur Komitet baym Yidishn Hilfs Farayn, 1941, 172 p.
- (yi) Sholem Shtern, Inderfri, Montréal, Kanader vokhnblat, 1945, 286 p.

### Autres
- Sholem Shtern (trad. du yiddish par Pierre Anctil), Nostalgie et tristesse : mémoires littéraires du Montréal yiddish [« Shrayber ṿos ikh hob geḳenṭ : memuarn un eseyen »], Montréal, Éditions du Noroît, 2006, 357 p. (ISBN 2-89018-588-5)

## Réception critique
Son ouvrage en deux volumes, Mon voyage au Canada, est, selon Chantal Ringuet, en 2009, « un exemple significatif des formes littéraires novatrices qui caractérisent la littérature yiddish contemporaine ». Dans ces livres, publiés entre 1960 et 1963, Shtern se penche sur la vie des fermiers des Laurentides dans une volonté de tourner la culture yiddish est-européenne vers le Canada et de s'approprier ce territoire après l'Holocauste. Mon voyage au Canada est donc la réponse de Shtern au « processus d'acculturation qui a affecté les Juifs est-européens ayant émigré en Amérique du Nord ».  
Sholem Shtern est reconnu pour avoir milité, à Montréal et en Amérique du Nord, afin d'inscrire l'écriture yiddish dans sa communauté et de « promouvoir du même coup un certain idéal de justice sociale». Il est le premier écrivain montréalais yiddish à s'adresser au grand public et non pas seulement aux membres de sa communauté linguistique.  
À sa mort, ses archives personnelles sont remises à Bibliothèque et Archives Canada. Ses travaux demeurent, encore aujourd'hui, la source de nombreuses réflexions concernant la préservation de la mémoire immigrante et « la vie littéraire des communautés culturelles de langues non-officielles ». Il est mentionné dans de nombreuses anthologies. 